# Miguel Echegaray y Eizaguirre
Miguel Echegaray y Eizaguirre (Quintanar de la Orden, província de Toledo, 28 de setembre de 1848 - Madrid, 20 de gener de 1927), comediògraf espanyol, germà del també autor dramàtic José Echegaray y Eizaguirre. Juntament amb Vital Aza i Miguel Ramos Carrión, va dominar el género chico a la fi del segle xix.

## Biografia
Era de família aragonesa i mare basca, i va néixer ocasionalment en Quintanar de la Orden, província de Toledo, quan els seus pares viatjaven de Madrid a Múrcia. La seva primera obra estrenada, al Teatro del Circo de Madrid, quan comptava setze anys, va ser Cara y Cruz (1864). No obstant això va interrompre la seva carrera dramàtica per llicenciar-se en Filosofia i Lletres i Dret, i va exercir com advocat uns breus anys i com a cap d'administració civil en diferents ministeris. Des de 1864 va ser secretari del seu germà quan a aquest el van nomenar ministre de Foment i després d'Hisenda; també va ser diputat radical en 1873; després de la Restauració, va tornar a escriure teatre, sobretot comèdies, género chico i sarsuelas, per als teatres Lara i de la Comedia, fins a aconseguir un total de 110 peces, 21 d'elles sarsuelas. Va obtenir una butaca de la Reial Acadèmia de la Llengua el 18 de desembre de 1913.
Miguel Echegaray era un dramaturg molt culte i dominava diverses llengües, entre elles l'hebreu. La seva versificació és intel·ligent, els seus temes imaginatius, posseïa un fons de crítica social i, per descomptat, gaudia d'una gran inspiració popular que li va reportar conèixer un gran èxit, encara que en l'actualitat, incomprensiblement, és menys recordat que el seu germà, potser perquè aquest va obtenir el premi Nobel el 1904. Entre les seves sarsueles destaquen les famoses Gigantes y cabezudos (1898), amb el rerefons del retorn dels soldats derrotats en la Guerra hispano-estatunidenca, i El duo de la Africana, de curiosa intriga metateatral, ambdues amb música de Manuel Fernández Caballero.

### Comèdies

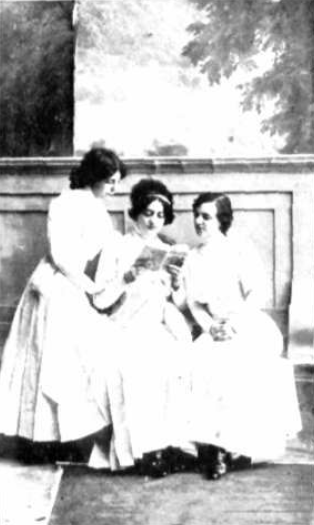
Representació de l'obra Lucha de Clases al Teatre de la Comedia el 1911